# Lanny Davis

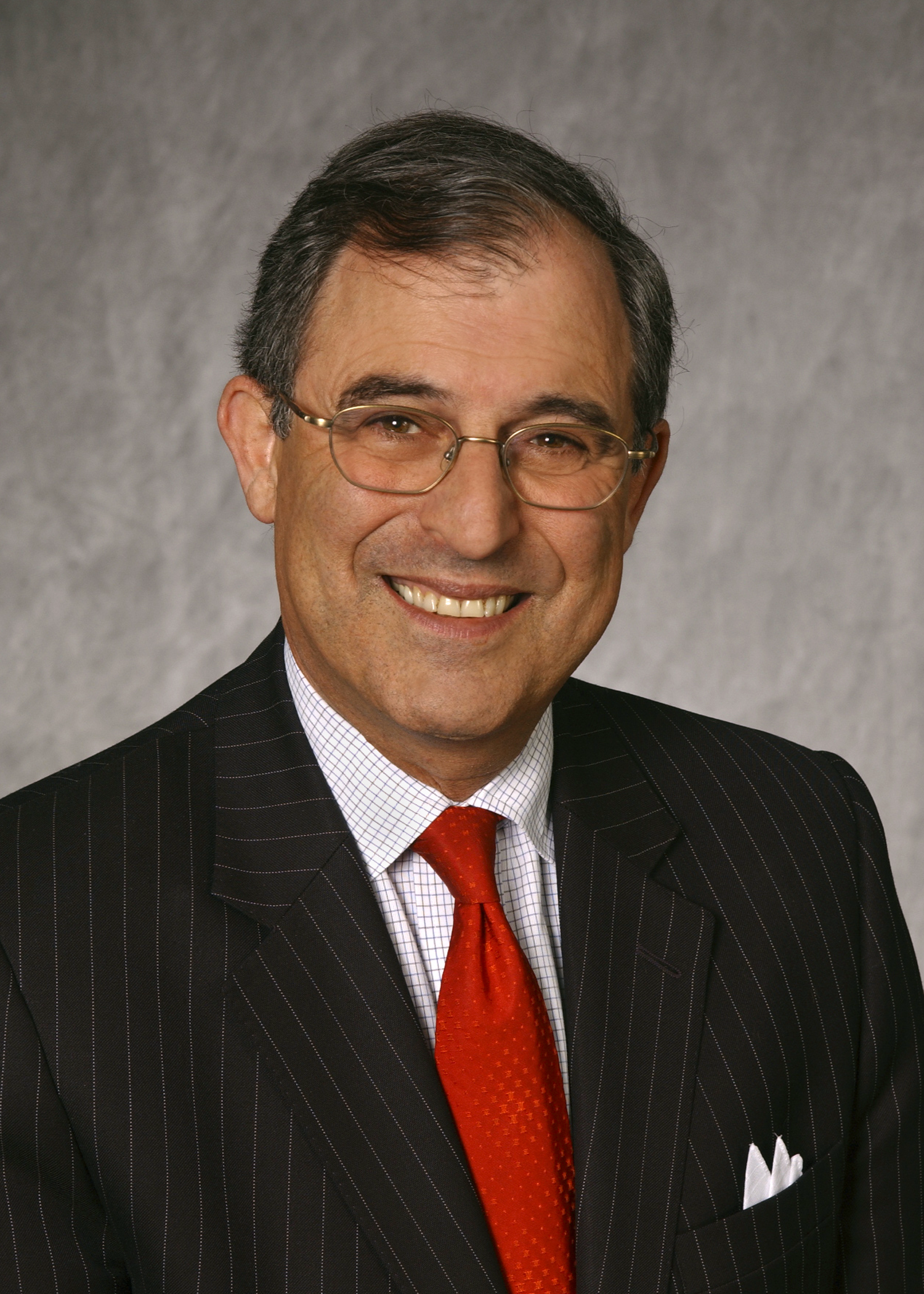
Lanny Davis

Lanny J. Davis (* 1946 in Jersey City) ist ein US-amerikanischer Jurist, der von 1996 bis 1998 das Amt des Rechtsberaters im Weißen Haus ausübte.

## Leben
Die Eltern von Lanny Davis waren Fran Davis und Mort Davis, ein Zahnarzt. 1970 studierte Davis an der Yale Law School, wo er Hillary Clinton kennenlernte, und erwarb dort den Bachelor of Laws. Von 1970 bis 1972 leitete Davis die Youth Coalition for Muskie, der zuvor als Vizepräsidentschaftskandidat an der Seite von Hubert H. Humphrey den Republikanern Richard Nixon und Spiro Agnew unterlegen war.
Ab 1975 war Davis Rechtsanwalt bei der Sozietät Patton Boggs, bei der er 1978 Partner wurde. 1976 verlor Davis gegen den Republikaner Newton Steers bei den Kongresswahlen im 8. Wahlbezirk von Maryland. Von 1980 bis 1992 gehörte er dem Democratic National Committee an.
Davis war von 1996 bis 1998 Rechtsberater des Weißen Hauses unter Präsident Bill Clinton. Von 2003 bis Ende 2009 war Davis Sozius bei Orrick, Herrington & Sutcliffe, einem Unternehmen, das Konfliktkommunikation für die Exekutive von George W. Bush betrieb. Im Juni 2005 berief Bush Davis in das fünfköpfige Privacy and Civil Liberties Oversight Board, ein Beratungsgremium des Präsidenten in Bezug auf die Bürgerrechte.
Davis ist Schatzmeister des Political Action Committee von Joseph Lieberman Anfang 2009 trat Davis dem Israel Project bei, einer Lobbyvereinigung, die das Ansehen Israels in den Vereinigten Staaten verbessern soll. Von Juli bis November 2009 war "Lanny J. Davis & Associates" von The Business Council of Latin America mit Öffentlichkeitsarbeit für das Putsch-Regime von Roberto Micheletti in Honduras betraut. Von Mitte 2010 bis Mitte 2011 macht Davis für eine Million Dollar Öffentlichkeitsarbeit für Teodoro Obiang Nguema Mbasogo.
Im Juli 2018 wurde er Rechtsbeistand von Michael Cohen.